# Гетто в Мяделе
Гетто в Мяделе (лето 1941 — 21 сентября 1942) — еврейское гетто, место принудительного переселения евреев города Мядель Минской области и близлежащих населённых пунктов в процессе преследования и уничтожения евреев во время оккупации территории Белоруссии войсками нацистской Германии в период Второй мировой войны.

## Оккупация Мяделя и создание гетто
Перед войной в Мяделе проживало 170 евреев. Город был оккупирован немецкими войсками в течение 3 лет — со 2 июля 1941 года по 4 июля 1944 года.
Вскоре после оккупации немцы, реализуя нацистскую программу уничтожения евреев, организовали в местечке гетто.

## Уничтожение гетто

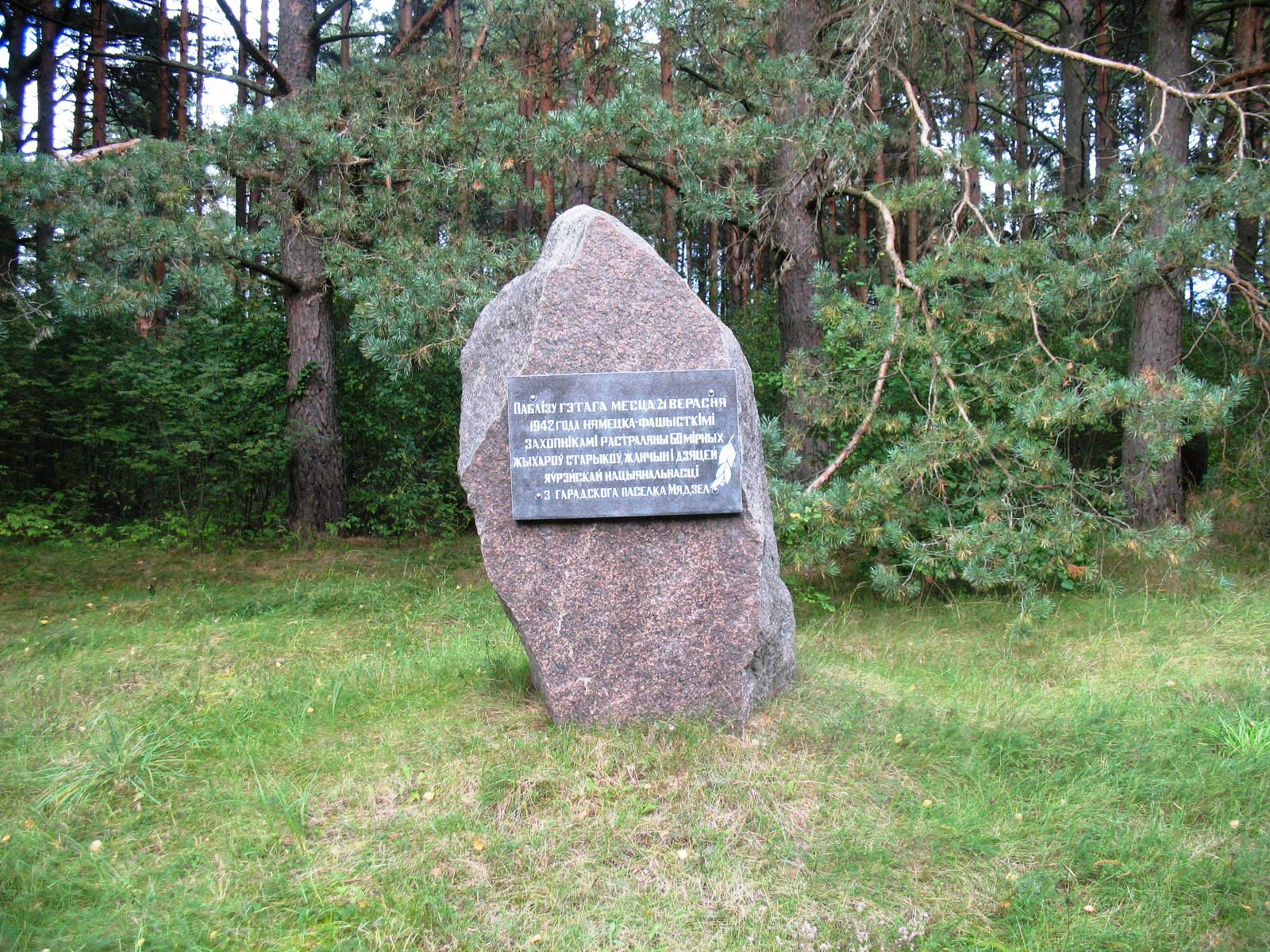
Камень с указанием на мемориал евреям, убитым в сентябре 1942 года

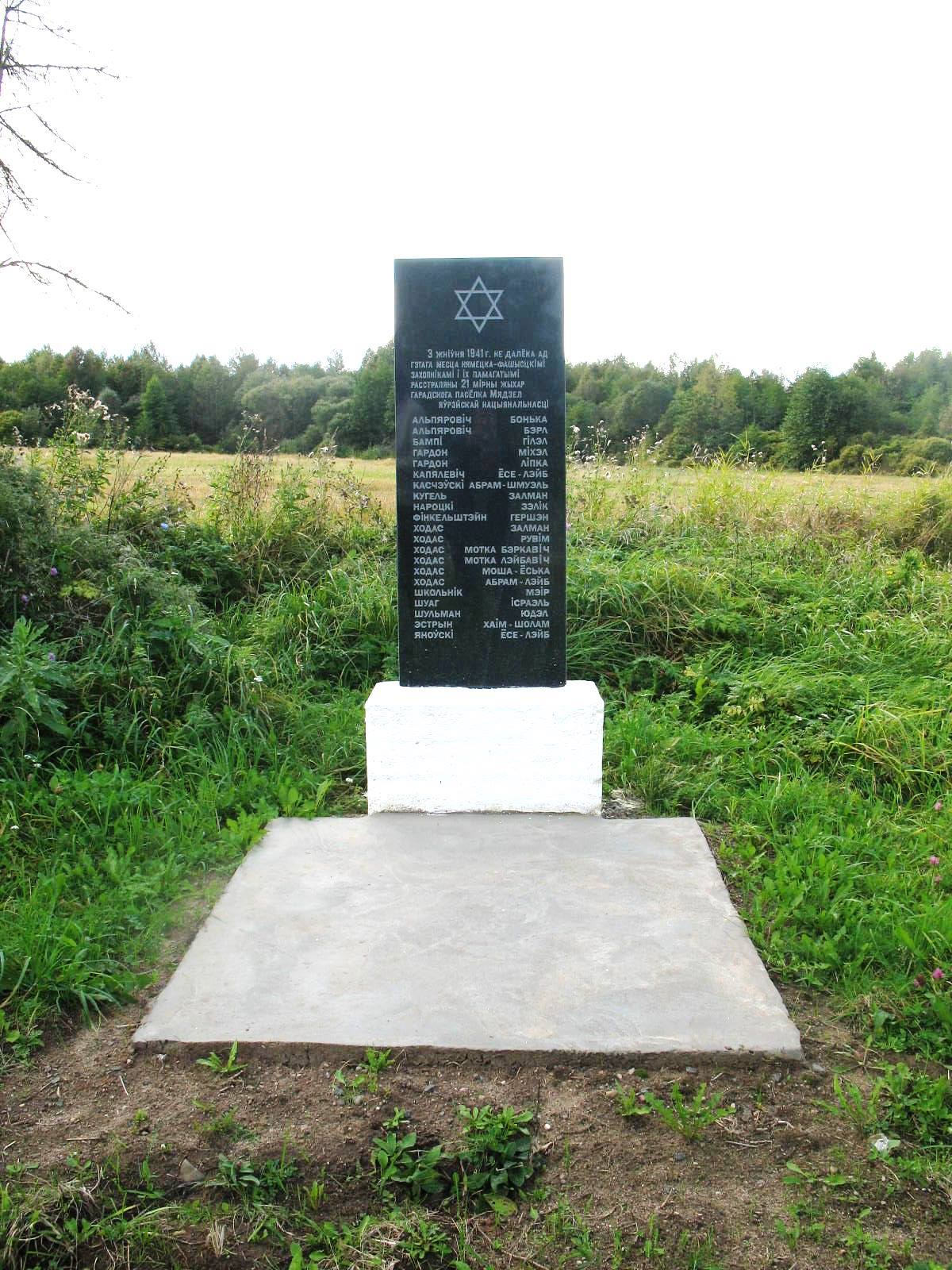
Памятник евреям, убитым в сентябре 1941 года в урочище Мхи

Немецкую жандармерию города возглавляли офицеры Сахер и Кайль. Совместно с местной полицией порядка и отрядом СС они методично проводили «акции» (таким эвфемизмом нацисты называли организованные ими массовые убийства) против евреев.
3 августа 1941 года был убит 21 еврей в урочище Мхи у дороги «Минск-Нарочь».
По воспоминаниям жителя Мяделя Н. Я. Каца, «в начале сентября 1941 года были задержаны шесть евреев, которых загнали на пепелище сгоревшего дома Иосифа Кочерги и заставили переносить неостывшие угли с места на место. После этого на евреев натравили служебных собак, которые искусали их „до потери сознания“. Эта пытка продолжалась несколько часов. Затем немцы пригнали 45 (46) евреев из Мяделя, построили в колонну по двое, погнали в кустарник урочища „Мхи“, заставили выкопать общую могилу и расстреляли». Офицер Сахер впоследствии был арестован и повешен.
В сентябре 1942 года оккупанты под командованием начальника жандармерии Краузе провели массовые аресты среди евреев района, задержав около ста человек, 69 согнали в сарай и заперли. Остальных заставили рыть яму в лесу урочища «Бор». Потом тех, кто томился в сарае, перевязали между собой веревками и конвоировали к яме, где 21 (23) сентября расстреляли. Комиссия содействия ЧГК СССР по Мядельскому району в акте от 26 апреля 1945 года отметила, что кроме названных жандармов, персональную ответственность за геноцид мирного населения несли начальники полиции Богинский и Русакович. Их задержали партизаны и расстреляли.

## Случаи спасения
В ноябре 1942 года еврейские партизаны из района Долгиново, принимая активное участие в уничтожении немецкого гарнизона в Мяделе, смогли освободить 130 евреев из Мядельского гетто. Многие из спасшихся сами стали партизанами.

## Память
В самом Мяделе и на бывшем еврейском кладбище израильтянами, выходцами из Мяделя, установлены монументы в память о жертвах геноцида евреев.
Один памятник — в урочище Мхи около дороги Минск-Нарочь. Второй — у озера Баторино, где у трассы Минск-Нарочь стоит также и камень с указанием на сам мемориал, установленный в 1993 году.
Опубликованы неполные списки убитых в Мяделе евреев.